# Список культових споруд Луганська

## Християнство

### Православ'я
| Назва                                        | Роки спорудження | Розташування      | Зображення | Короткі відомості |
| -------------------------------------------- | ---------------- | ----------------- | ---------- | ----------------- |
| Володимирський кафедральний собор            | 1995-2006        | вул. Плеханова    |            |                   |
| Петропавлівський собор                       | 1795             | Кам'яний брід     |            |                   |
| Георгієвський храм                           |                  |                   |            |                   |
| Казанський храм                              |                  | вул. Карла Маркса |            |                   |
| Миколо-Преображенський храм                  |                  |                   |            |                   |
| Свято-Благовіщенський храм                   |                  |                   |            |                   |
| Свято-Пантелеймонівський храм                |                  |                   |            |                   |
| Свято-Усекновенський храм                    |                  |                   |            |                   |
| Храм Свято-Великомученика Дмитра Солунського |                  |                   |            |                   |
| Храм Святого Олександра Невського            |                  |                   |            |                   |
| Храм Блаженої Ксенії Петербурзької           |                  |                   |            |                   |
| Храм Кіпріана та Устиньї                     |                  |                   |            |                   |
| Церква Кіпріана та Устиньї                   |                  |                   |            |                   |
| Храм Преподобного Сергія Радонезького        |                  |                   |            |                   |
| Свято-Вознесенський храм                     |                  |                   |            |                   |
| Храм святого Іоанна Златоуста                |                  |                   |            |                   |
| Свято-Іоанно-Усекновенський храм             |                  |                   |            |                   |
| Свято-Трифонівський храм                     |                  |                   |            |                   |
| Храм святої Великомучениці Катерини          |                  |                   |            |                   |
| Храм святих мучеників Гурія, Самона та Авіва |                  | Сквер Пам'яті     |            |                   |

## Іслам
| Назва                    | Роки спорудження | Розташування    | Зображення | Короткі відомості |
| ------------------------ | ---------------- | --------------- | ---------- | --- |
| Луганська соборна мечеть | 2007—2010        | вул. Павлівська |            | Мечеть споруджувалась за сприяння Всеукраїнської асоціації громадських організацій «Альраід». При мечеті діє бібліотека та проводяться курси з вивчення арабської мови. |

## Зруйновані
| Назва                 | Роки спорудження | Рік руйнації | Розташування         | Зображення | Короткі відомості |
| --------------------- | ---------------- | ------------ | -------------------- | ---------- | --- |
| Миколаївський собор   | 1840-1841        | 1935         | Миколаївська площа   |            | На будівництво собору було витрачено 29 тис. рублів. Храм являв собою кам'яну споруду, огороджену залізними ґратами. При храмі була дзвіниця, діяли церковна бібліотека, змішана церковнопарафіяльна та п'ять світських шкіл. Собор мав один престол в ім'я Святого Миколи Чудотворця. В 1929 році Спілкою войовничих безбожників храм було закрито, а через 6 років зруйновано. |
| Казанська церква      | 1861-1864        | 1937         | Казанська вулиця     |            | Церква являла собою кам'яну будівлю, криту залізом. Церква мала три престоли: перший — в ім'я Казанської ікони Божої Матері, другий — в ім'я Олександра Невського, третій — в ім'я святих апостолів Архипа та Филимона. При храмі діяли церковна бібліотека та парафіяльна школа. В 1909 році за рішенням міської думи було виділено 500 рублів на будівництво кам'яної дзвіниці. Кошти для відливання дзвонів виділив почесний громадянин Луганська Іван Пивоваров. Церкву закрито 1935 року та зруйновано за два роки. |
| Воскресенська церква  | 1905             |              | Вул. Лісова          |            | |
| Успенська церква      | 1840-1854        | 1925         | Успенська площа      |            | |
| Преображенська церква | 1897             |              | Преображенська площа |            | |